# پارک ملی یونکهردال
پارک ملی یونکهردال (به لاتین: Junkerdal National Park) یک پارک ملی در نروژ است که در Saltdal واقع شده‌است.

## جغرافیا
این پارک در امتداد مرز با سوئد قرار دارد. پارک ۶۸۲ کیلومتر مربع (۲۶۳ مایل مربع) وسعت دارد و در سال ۲۰۰۴ افتتاح شد. این پارک به دلیل داشتن گیاهان متنوع شناخته شده‌است. چندین گونه از گیاهان به‌طور کلی نادر در این پارک وجود دارد. گرگ، سیاه گوش و خرس‌های قهوه ای از حیوانات موجود در این پارک هستند.

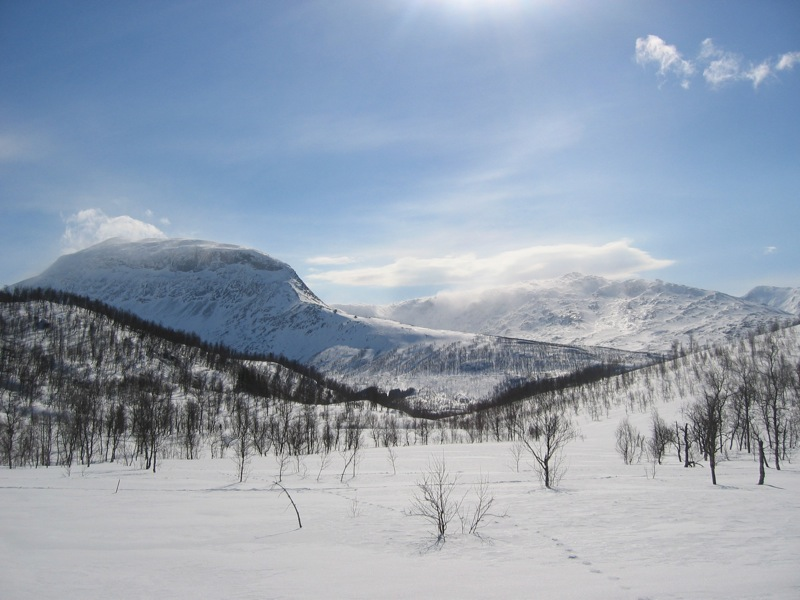
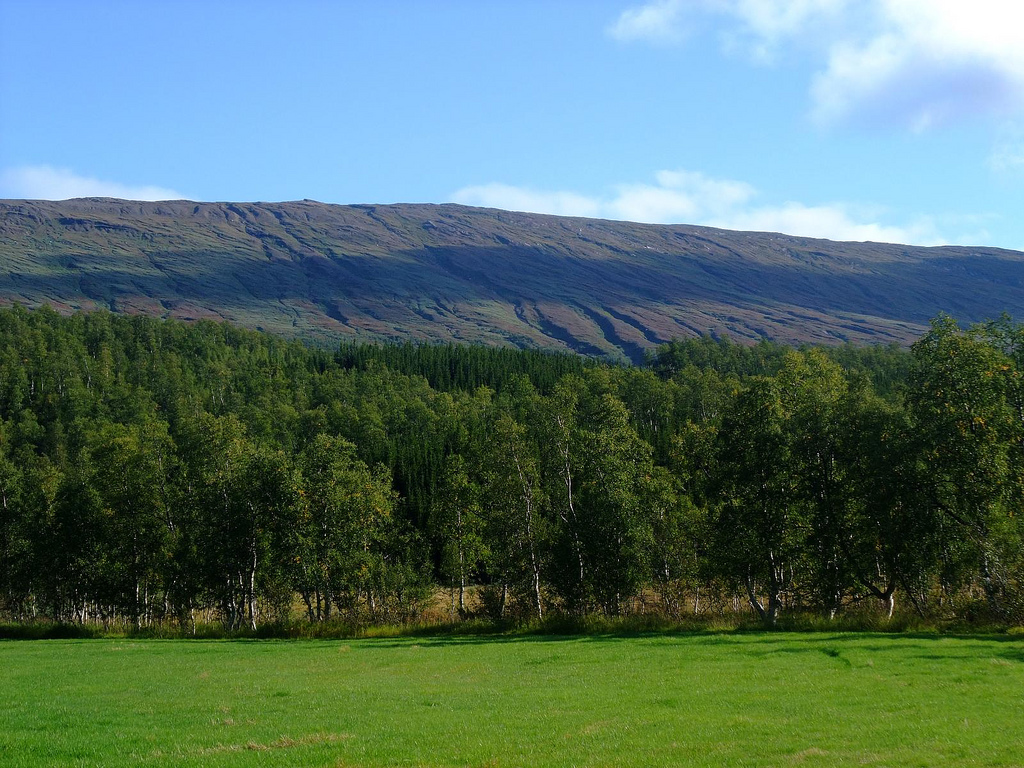
منظره به سمت کوه
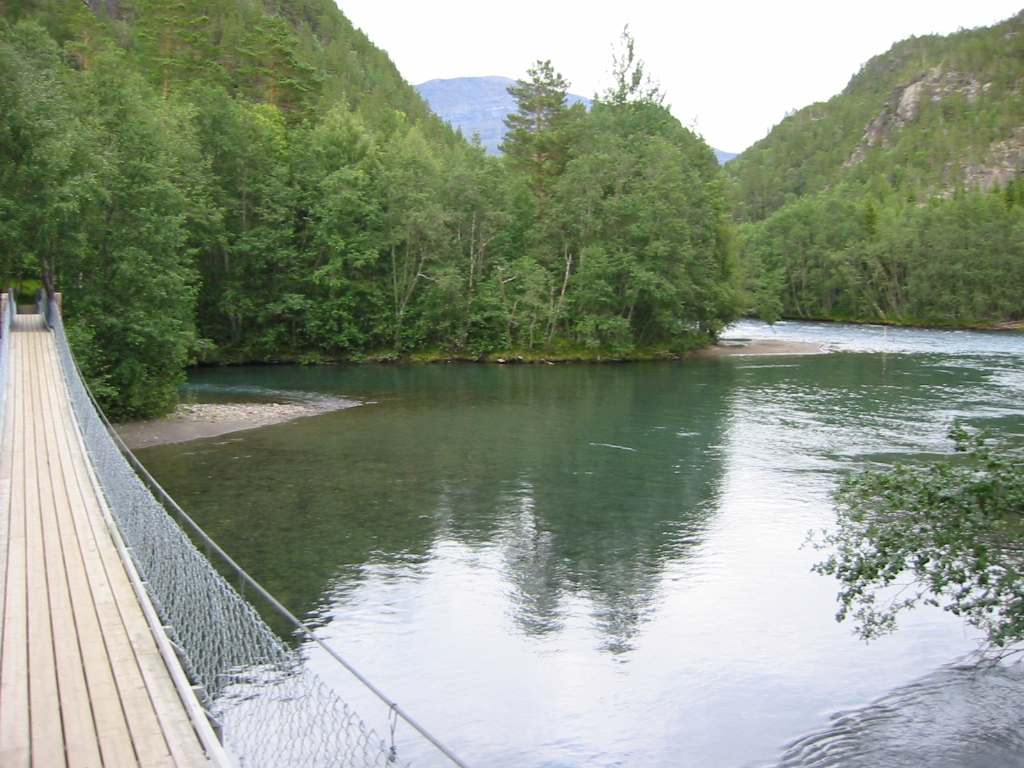
منظره پارک
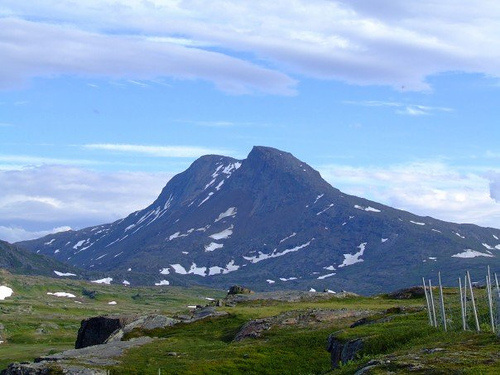
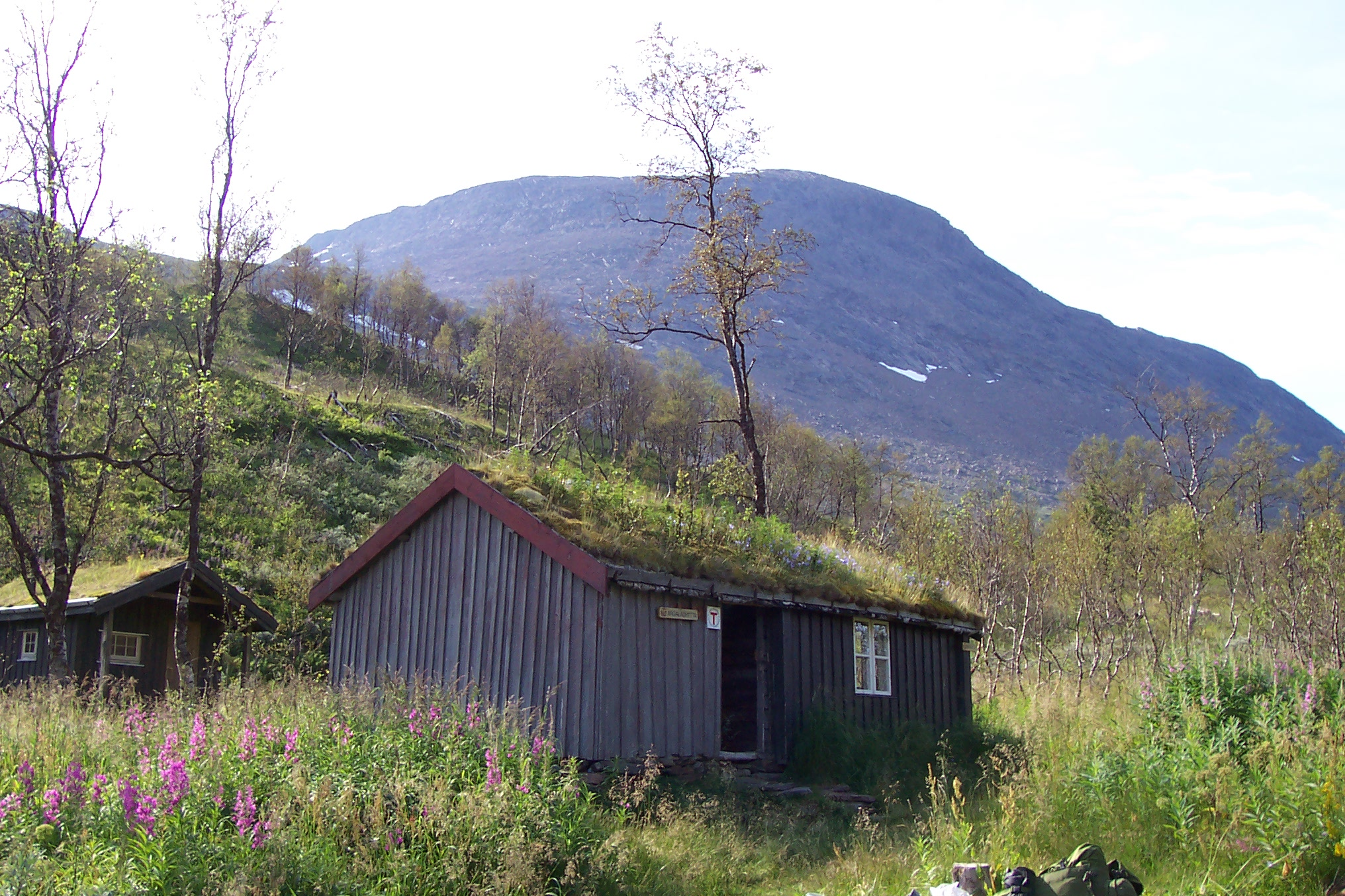
کلبه داخل پارک
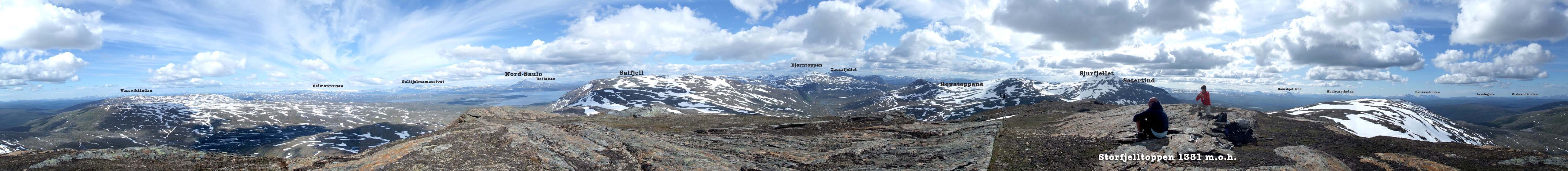
سراسرنمایی از پارک